# Henrique Schaumann
Henrique Franklin Amador Schaumann (Campinas, 1856 — Genebra, 8 de março de 1922) foi um farmacêutico e político teuto-brasileiro. Era filho do também farmacêutico Gustav Schaumann.

## Vida
Com onze anos de idade foi enviado em um navio a vela para estudar em Hamburgo, na Alemanha. Em 1876, já graduado farmacêutico, estudou química, ciências naturais e física na Universidade de Göttingen, tornando-se doutor em 1879. Aos 23 anos, em 1879, passou no exame de farmacêutico no Rio de Janeiro e assumiu o controle dos negócios da família e projetou a farmácia do pai, a botica Ao Veado d'Ouro.
Foi eleito vereador na cidade de São Paulo e participou ativamente de campanhas contra as epidemias de peste e tifo na capital.
Foi sócio-fundador do Hospital Samaritano de São Paulo.
Em 1906 construiu, de projeto dos engenheiros Augusto Fried e Carlos Ekman, um dos primeiros palacetes da Avenida Paulista, na esquina com a Alameda Joaquim Eugênio de Lima, próximo à residência do cunhado Adam Von Bülow.
Viajou com toda a família para Europa em 1905 para tratar de uma doença no intestino da qual sofria havia muitos anos. Na Europa ocupou-se exclusivamente aos estudos científicos, em 1910 tornou-se membro da Society of Tropical Medicine de Londres, tendo publicado vários trabalhos sobre beribéri.
Passou os últimos anos de sua vida em Genebra na Suíça, onde morreu.

## Homenagens
Em sua homenagem foi batizada a importante Rua Henrique Schaumann, na capital paulista.